# Ганкасалмі
Ганкасалмі (фін. Hankasalmi) — громада в провінції Центральна Фінляндія, Фінляндія. Загальна площа території — 687,75 км, з яких 115,89 км² — вода. 

## Демографія
На 31 січня 2011 в громаді Ганкасалмі проживають 5545 чоловік: 2754 чоловіків і 2791 жінок. 
Фінська мова є рідною для 98,99% жителів, шведська — для 0,14%. Інші мови є рідними для 0,87% жителів громади. 
Віковий склад населення: 
- до 14 років — 15,44%
- від 15 до 64 років — 60,38%
- від 65 років — 24,13%

Зміна чисельності населення за роками:  
| Рік  | Чисельність |
| ---- | ----------- |
| 1980 | 6144        |
| 1990 | 6070        |
| 2000 | 5745        |
| 2010 | 5542        |
| 2011 | 5545        |